# 藤原定方
藤原 定方（ふじわら の さだかた、貞観15年（873年）- 承平2年8月4日（932年9月6日））は、平安時代前期から中期にかけての貴族・歌人。内大臣・藤原高藤の次男。醍醐天皇の外叔父。官位は従二位・右大臣、贈従一位。三条右大臣と号する。

## 経歴
宇多朝の寛平4年（892年）内舎人へ任官する。寛平7年（895年）陸奥掾を経て、寛平8年（896年）従五位下・尾張権守に叙任される。寛平9年（897年）には甥の敦仁親王の即位（醍醐天皇）に伴い右近衛少将に任ぜられた。
その後は、昌泰4年（901年）従五位上・左近衛少将、延喜3年（903年）正五位下、延喜6年（906年）従四位下・右近衛権中将と、近衛次将を務めながら順調に昇進し、延喜9年（909年）参議に任ぜられ公卿に列す。
延喜10年（910年）従四位上に昇叙されると、延喜13年（913年）には上位者6名を越えて従三位・中納言に叙任されるなど天皇の外戚として急速な昇進を果たす。その後も延喜20年（920年）大納言、延喜21年（921年）正三位と昇進を続け、延長2年（924年）右大臣に昇進して、藤原北家嫡流の藤原忠平と左右の大臣に並んだ。延長4年（926年）従二位に至る。
朱雀朝の承平2年（932年）8月4日薨御。享年60。最終官位は右大臣従二位。没後の8月10日になって従一位を追贈された。
三条に邸宅があったことから三条右大臣と呼ばれた。

## 人物
和歌・管絃をよくし、紀貫之・凡河内躬恒の後援者であった。
『古今和歌集』（1首）以下の勅撰和歌集に13首入集。家集に『三条右大臣集』がある。
- 古今和歌集
  - 秋ならで あふことかたき 女郎花 天の河原に おひぬものゆゑ

- 小倉百人一首
  - 25番　名にし負はば　逢坂山の　さねかづら　人に知られで　くるよしもがな（「後撰和歌集」恋三701）

## 官歴
『公卿補任』による。
- 寛平4年（892年） 3月21日：内舎人
- 寛平7年（895年） 2月11日：陸奥権少掾（東宮御給）
- 寛平8年（896年） 正月7日：従五位下（東宮御給）。2月15日：尾張権守
- 寛平9年（897年） 7月5日：右近衛少将、尾張権守如元
- 寛平10年（898年） 正月29日：兼相模権守
- 昌泰3年（900年） 2月20日：備前守。3月12日：服解（父）。5月15日：復任
- 昌泰4年（901年） 正月7日：従五位上。正月26日：左近衛少将
- 延喜3年（903年） 正月7日：正五位下
- 延喜4年（904年） 2月10日：兼近江介
- 延喜6年（906年） 正月21日：従四位下。2月15日：右近衛権中将
- 延喜8年（908年） 正月12日：兼備前守
- 延喜9年（909年） 4月9日：参議、右中将備前守如元
- 延喜10年（910年） 正月7日：従四位上
- 延喜12年（912年） 正月15日：止備前守。3月27日：兼近江権守
- 延喜13年（913年） 正月28日：中納言、従三位（越階、超六人）、止中将。4月15日：兼左衛門督
- 延喜19年（919年） 正月28日：兼陸奥出羽按察使。9月13日：兼右近衛大将
- 延喜20年（920年） 正月20日：大納言、右大将按察使如元
- 延喜21年（921年） 正月7日：正三位
- 延喜23年（923年） 4月29日：兼東宮傅、右大将按察使如元
- 延長2年（924年） 正月22日：任右大臣、右大将東宮傅如元
- 延長3年（925年） 6月18日：停傅
- 延長4年（926年） 正月7日：従二位
- 延長8年（930年） 12月17日：左近衛大将
- 承平2年（932年） 8月4日：薨御。8月11日：贈従一位

## 系譜
- 父：藤原高藤
- 母：宮道列子 - 宮道弥益の娘
- 妻：藤原山蔭の娘
  - 男子：藤原佳節
  - 男子：藤原朝忠（910-967）
  - 男子：藤原朝成（917-974）
  - 男子：藤原朝頼
  - 女子：代明親王室（?-936[2]）
  - 女子：藤原雅正室 - 藤原伊尹家の女房 紫式部の祖母
- 妻：是貞親王の娘
  - 男子：藤原理実
- 生母不明
  - 女子：藤原能子（?-964） - 醍醐天皇女御、藤原実頼室
  - 女子：藤原兼輔室
  - 女子：平随時室
  - 女子：藤原尹文室
  - 女子：藤原欣子 - 更衣、大后宮御匣殿
  - 女子：藤原師尹室
  - 女子：橘典輔室
  - 女子：源為善室
  - 女子：藤原庶正室